# Neuweltmäuse
Die Einteilung der Lebewesen in Systematiken ist kontinuierlicher Gegenstand der Forschung. So existieren neben- und nacheinander verschiedene systematische Klassifikationen. 
Das hier behandelte Taxon ist durch neue Forschungen obsolet geworden oder ist aus anderen Gründen nicht Teil der in der deutschsprachigen Wikipedia dargestellten Systematik.

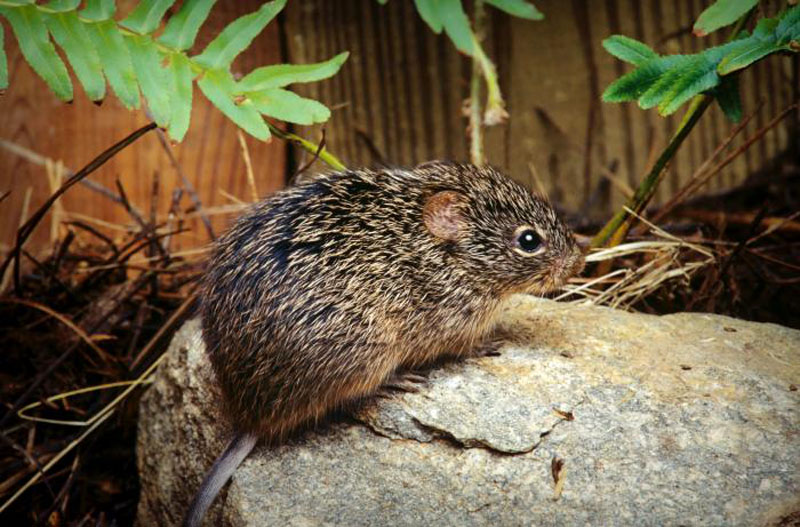
Baumwollratte (Sigmodon hispidus)

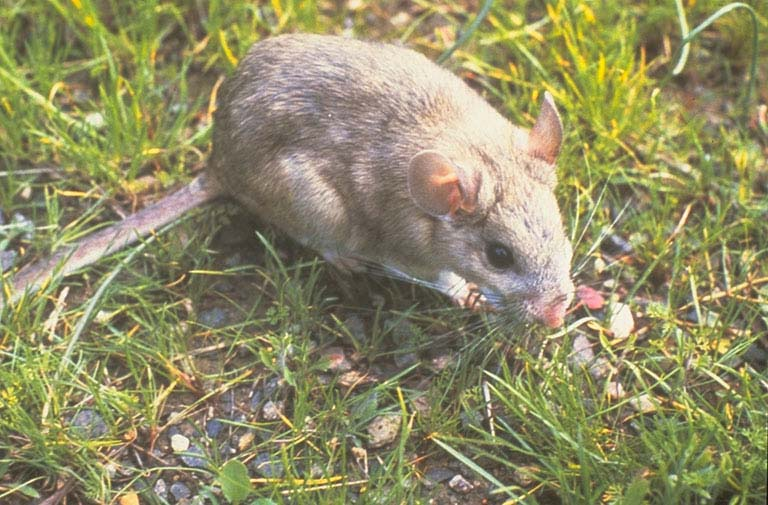
Amerikanische Buschratte (Neotoma cinerea)

Die Neuweltmäuse sind eine Gruppe mäuseartiger Nagetiere aus der Familie der Wühler (Cricetidae). Es ist eine formen- und artenreiche (rund 500 Arten) Gruppe, die auf dem gesamten amerikanischen Kontinent verbreitet ist. Die Neuweltmäuse haben keinen wissenschaftlichen Namen und keinen systematischen Rang, sondern teilen sich in drei Unterfamilien, Neotominae, Sigmodontinae und Tylomyinae. Es ist unklar, ob die Neuweltmäuse eine monophyletische Gruppe bilden (das heißt näher miteinander verwandt sind als mit allen anderen Tieren).

## Merkmale
Die Neuweltmäuse sind eine vielgestaltige Gruppe, die verschiedenste ökologische Nischen besetzt hat und dementsprechend unterschiedliche Körperformen aufweist. Viele Arten ähneln Mäusen oder Ratten, es gibt aber auch wühlmaus-, maulwurf-, rennmaus- und spitzmaus-ähnliche Vertreter. Die Kopfrumpflänge variiert je nach Art von 5 bis 35 Zentimetern und das Gewicht zwischen 6 und 450 Gramm. Zu den größten Vertretern zählen die Südamerikanischen Riesenratten (Kunsia), zu den kleinsten die Amerikanischen Zwergmäuse (Baiomys). Die Beschaffenheit des Fells variiert ebenso wie die Färbung, die meisten Arten sind aber in Braun-, Grau- oder Schwarztönen gehalten, wobei die Unterseite und oft auch die Füße heller sind. Die Schwanzlänge ist je nach Lebensweise variabel, ebenso der Bau der Gliedmaßen. Die einzelnen Unterfamilien unterscheiden sich in der Morphologie des Penis.
Die Zahnformel lautet bei fast allen Arten I 1/1 - C 0/0 - P 0/0 - M 3/3, insgesamt also 16 Zähne. Lediglich die Gattung Neusticomys hat pro Kieferhälfte nur 2 Molaren und insgesamt 12 Zähne. Die Molaren haben Wurzeln, die Anordnung der Kauhöcker ist variabel, der hinterste Molar ist meist verkleinert.

## Verbreitung und Lebensraum
Neuweltmäuse sind auf dem gesamten amerikanischen Kontinent beheimatet, ihr Verbreitungsgebiet erstreckt sich von Alaska und dem nördlichen Kanada bis Feuerland. Dort haben sie nahezu jeden Lebensraum besiedelt, sie finden sich in Grasländern und Steppen ebenso wie in Wüsten und tropischen Regenwäldern und auch in Gebirgsregionen bis über 5000 Meter Seehöhe. Einige Arten haben sich als Kulturfolger an die Nähe des Menschen angepasst und bewohnen auch Felder und Plantagen.

## Lebensweise

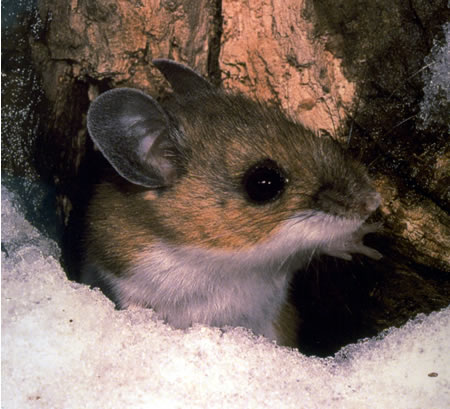
Hirschmaus (Peromyscus maniculatus)

So unterschiedlich die Körperformen und Lebensräume, so vielfältig sind auch die Lebensweisen der Neuweltmäuse. Die meisten Arten sind Bodenbewohner, viele können aber gut klettern und einige haben sich auf eine baumbewohnende Lebensweise spezialisiert. Daneben gibt es auch Arten, die eine unterirdisch-grabende Lebensweise führen und auch semiaquatische (teilweise im Wasser lebende) Formen. Sie können nacht-, dämmerungs- oder tagaktiv sein, sie halten keinen Winterschlaf, fallen aber während der kühlen Jahreszeit manchmal in eine Kältestarre (Torpor). Auch das Sozialverhalten ist variabel, neben einzelgängerischen gibt es auch in Gruppen lebende Arten.

## Ernährung
Viele Arten sind Pflanzenfresser, die unter anderem Gräser, Samen, Früchte, Nüsse, Pilze, Knollen und andere Pflanzenteile zu sich nehmen. Daneben gibt es aber auch etliche allesfressende Arten, die ihren Speiseplan um tierische Kost (Insekten, Spinnen, Skorpione, Krebse, Regenwürmer, kleine Wirbeltiere, Eier und anderes) ergänzen. Einige Gruppen wie die Grashüpfermäuse und die Fischratten haben sich sogar gänzlich an eine fleischfressende Ernährung angepasst, was für Nagetiere eher untypisch ist.

## Fortpflanzung
Neuweltmäuse sind generell sehr fruchtbare Tiere mit einer hohen Fortpflanzungsrate. In wärmeren Gebieten kann die Paarung meist das ganze Jahr über erfolgen, die Weibchen tragen etliche Würfe im Jahr aus. Die Tragzeiten sind mit meist 20 bis 40 Tagen sehr kurz, die Wurfgrößen betragen typischerweise zwei bis fünf Jungtiere (in Einzelfällen können es über zehn sein). Die Neugeborenen sind Nesthocker, wachsen aber schnell. Nach rund ein bis zwei Wochen öffnen sich ihre Augen, nach zwei bis vier Wochen werden sie entwöhnt. Die Geschlechtsreife tritt mit einem bis vier Monaten ein.
Die Lebenserwartung ist gering. Zahlreiche Fressfeinde wie Raubtiere, Schlangen, Greifvögel, Eulen und andere sorgen dafür, dass Tiere in freier Wildbahn selten über ein Jahr alt werden. In menschlicher Obhut sind hingegen Alter von bis zu 5 Jahren möglich.

## Neuweltmäuse und Menschen

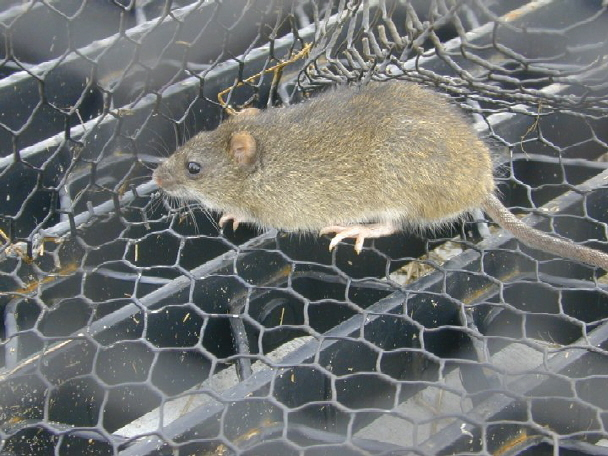
Reisratte (Oryzomys palustris)

Einige Arten haben sich als Kulturfolger an den Menschen angepasst und zeigen schon in ihrem Namen ihre Vorliebe für Plantagenfrüchte (Baumwollratten, Reisratten oder Zuckermäuse). Sie gelten mancherorts als Plage und werden verfolgt. Manche Arten sind auch als Träger von Viren (etwa Hantaviren) gefürchtet.
Etliche Arten zählen in ihrem Verbreitungsgebiet zu den häufigsten Säugetieren, andere haben nur einen kleinen Lebensraum und sind gefährdet. Besonders bedroht sind Inselendemiten – Arten, die nur auf einzelnen Inseln vorkommen. Mehrere dieser Arten sind bereits ausgestorben, wie die Karibischen Riesenreisratten, die Buschratte Neotoma bryanti bunkeri, die Fernando-de-Noronha-Ratte, die Galápagos-Riesenratte und andere. Die Gründe für deren Aussterben liegen meist in der Einschleppung von Ratten, Katzen oder Mungos.

## Systematik
Die Neuweltmäuse bilden zusammen mit den Wühlmäusen (Arvicolinae) und den Hamstern (Cricetinae) die Familie der Wühler (Cricetidae). Mit den Altweltmäusen, die oft die gleichen ökologischen Nischen besetzen und eine ähnliche Lebensweise führen, sind sie hingegen entfernter verwandt.
Heute werden die Neuweltmäuse in drei Unterfamilien geteilt:
- Die Neotominae umfassen rund 125 Arten und sind in Nord- und Mittelamerika verbreitet.
- Die Tylomyinae sind eine artenarme Gruppe (10 Arten) baumbewohnender Tiere aus Mittelamerika.
- Die Sigmodontinae sind mit rund 375 Arten die artenreichste Gruppe haben ihren Verbreitungsschwerpunkt in Südamerika – nur wenige Vertreter leben in Nord- und Mittelamerika.

Traditionell wurden alle Neuweltmäuse in einer gemeinsamen Unterfamilie, Sigmodontinae zusammengefasst, die Aufspaltung in die drei heutigen Unterfamilien gründet in Unterschieden im Bau des Penis und der Hinterfüße und wurde auch durch molekulargenetische Untersuchungen bestätigt. Ob die drei Unterfamilien eine monophyletische Gruppe bilden oder nicht, ist umstritten. Die Untersuchung von Jansa und Weksler (2004) könnte darauf hindeuten, dass die Sigmodontinae näher mit den Wühlmäusen als mit den übrigen Neuweltmäusen verwandt sind. Diese Übereinstimmungen sind jedoch nur schwach ausgeprägt, der molekulare Befund ist unklar, sodass die Frage der Monophylie der Neuweltmäuse derzeit nicht beantwortet werden kann. Fest steht, dass sich die drei Unterfamilien etwa zur gleichen Zeit wie die anderen Unterfamilien voneinander getrennt haben.